# Cuterebra pessoai
Cuterebra pessoai är en tvåvingeart som beskrevs av Guimaraes och Carrera 1941. Cuterebra pessoai ingår i släktet Cuterebra och familjen styngflugor. Inga underarter finns listade i Catalogue of Life.